# Delhi Cantt.
Delhi Cantt. là một thị xã quân sự (cantonment) của quận South West thuộc bang Delhi, Ấn Độ.

## Nhân khẩu
Theo điều tra dân số năm 2001 của Ấn Độ, Delhi Cantt. có dân số 124.452 người. Phái nam chiếm 61% tổng số dân và phái nữ chiếm 39%. Delhi Cantt. có tỷ lệ 77% biết đọc biết viết, cao hơn tỷ lệ trung bình toàn quốc là 59,5%: tỷ lệ cho phái nam là 83%, và tỷ lệ cho phái nữ là 68%. Tại Delhi Cantt., 12% dân số nhỏ hơn 6 tuổi.